# 浜町 (太田市)
浜町（はまちょう）は、群馬県太田市にある地名（町丁）。郵便番号は373-0853。

## 概要
町内に太田市役所があり、市の中心部になっている。

## 地理
市街地を形成しており、商業や住宅地が多い。西部は蛇川が流れている。

### 浜町内の区
浜町（太田地区）の行政区の一覧。
| 地区     | 行政区  | 読み             | 区域       |
| -------- | ------- | ---------------- | ---------- |
| 太田地区 | 浜町1区 | はまちょういっく | 浜町の一部 |
| 太田地区 | 浜町2区 | はまちょうにく   | 浜町の一部 |
| 太田地区 | 浜町3区 | はまちょうさんく | 浜町の一部 |

### 近隣町丁
- 西本町
- 新井町
- 飯田町

## 世帯数と人口
2022年（令和4年）3月31日現在の世帯数と人口は以下の通りである。
| 町丁 | 世帯数    | 人口    |
| ---- | --------- | ------- |
| 浜町 | 1,398世帯 | 2,589人 |

## 小・中学校の学区
市立小・中学校に通う場合、学区は以下の通りとなる。
| 番地                              | 小学校             | 中学校           |
| --------------------------------- | ------------------ | ---------------- |
| 浜町1区、浜町2区、浜町3区（全域） | 太田市立太田小学校 | 太田市立西中学校 |

## 交通

### 鉄道
町の北部を東武伊勢崎線が通っているが、町内に駅はない。

## 施設
- 太田市役所
- 太田市斎場